# Melapedalion breve
Melapedalion breve är en fiskart som först beskrevs av Seale, 1910.  Melapedalion breve ingår i släktet Melapedalion och familjen Hemiramphidae. Inga underarter finns listade i Catalogue of Life.